# Patrick H. O'Malley Jr.
Patrick H. O'Malley Jr., spesso accreditato come Pat O'Malley (Forest City, 3 settembre 1890 – Van Nuys, 21 maggio 1966), è stato un attore statunitense.

## Biografia
Patrick H. O'Malley Jr. iniziò la sua carriera nel circo prima di dedicarsi al cinema. 
Nel 1915 sposò l'attrice Lillian Wilkes (morta il 15 dicembre 1976). la coppia ebbe tre figli, Sheila, Eileen e Kathleen.
Dal 1918 al 1927, è apparso in dozzine di film muti sia come personaggio principale che come attore non protagonista. 
È apparso in classici come The Heart of Humanity nel 1918, My Wild Irish Rose (1922), Senza quartiere (1923), Brothers Under the Skin (1922). 
La sua carriera diminuì di importanza con l'avvento del sonoro nel cinema; 
fu rapidamente relegato a ruoli minori, apparendo in diverse centinaia di film con ruoli secondari.
Negli anni '50, O'Malley sperimentò una rinascita della notorietà recitando nella serie televisiva musicale Faye Emerson's Wonderful Town sulla CBS. Negli anni '60 continuò ad apparire in televisione, in particolare nella serie The Twiliht Zone (3 episodi). Lo vediamo un'ultima volta al cinema nel film di Blake Edwards, I giorni del vino e delle rose.
Pat O'Malley era il padre dell'attrice Kathleen O'Malley (1924-).
Morì di infarto nel 1966, all'età di sessantacinque anni, fu sepolto al San Fernando Mission Cemetery.

## Filmografia parziale

### Cinema
- The Heart of Humanity, regia di Allen Holubar (1918)
- My Wild Irish Rose, regia di David Smith (1922)
- Senza quartiere (The Virginian), regia di Tom Forman (1923)
- Brass, regia di Sidney A. Franklin (1923)
- I giorni del vino e delle rose (Days of Wine and Roses), regia di Blake Edwards (1962)

### Televisione
- Lights Out – serie TV, episodi 3x10-3x47 (1950-1951)
- The Restless Gun – serie TV, episodio 2x26 (1959)
- Corruptors (Target: The Corruptors) – serie TV, episodio 1x28 (1962)